# Dorchester Avenue (Boston)
Die Dorchester Avenue (kurz Dot Ave, ehem. Dorchester Turnpike) ist eine ca. 5 mi (8 km) lange Straße in Boston im Bundesstaat Massachusetts der Vereinigten Staaten. Sie verläuft in nord-südlicher Richtung vom Rolling Bridge Park aus durch die Stadtteile South Boston und Dorchester bis zur Stadtgrenze zu Milton, wo sie an der Einmündung zur Washington Street bzw. Adams Street endet. Da sie ursprünglich als mautpflichtiger Turnpike konzipiert war, verfügt sie über einen durchgehend linearen Verlauf.

## Geschichte
Dort, wo sich heute die Brücke der West 4th Street befindet, wurde am 1. Oktober 1805 die Boston South Bridge eröffnet, die als erste Brücke das Stadtzentrum mit South Boston über den Fort Point Channel verband. Bis zu ihrem Verkauf an die Stadt Boston am 19. April 1832 war sie mautpflichtig. Die Dorchester Turnpike Corporation wurde am 4. März 1805 gegründet, um eine Mautstraße vom östlichen Ende der Brücke über den Neponset River bis zur Milton Bridge zu bauen, auf deren anderer Seite später der Blue Hill Turnpike weiterführte.
Die Bauarbeiten verursachten jedoch deutlich höhere Kosten als erwartet, und so wurden relativ hohe Mautgebühren verlangt. Dies führte häufig  dazu, dass Reisende die ältere, längere Strecke durch Roxbury wählten. Dennoch war der Dorchester Turnpike eine der profitabelsten Mautstraßen, deren Einnahmen bis 1838 kontinuierlich anstiegen. Mit der Inbetriebnahme der zum größten Teil parallel verlaufenden Old Colony Railroad gingen die Einnahmen jedoch schnell zurück.
Im Jahr 1826 wurde die North Free Bridge am Standort der heutigen Dorchester Avenue Bridge eröffnet, die eine verbesserte Anbindung vom nördlichen Ende des Turnpike an den Dewey Square im Stadtzentrum bot. Am 22. April 1854 wurde die Mautpflicht des Dorchester Turnpike aufgehoben und die Straße frei befahrbar, was auch durch die Umbenennung in Dorchester Avenue kenntlich gemacht wurde. Von 1856 bis 1870 trug die Straße zwischenzeitlich den Namen Federal Street.

## Öffentlicher Personennahverkehr
Die Dorchester Avenue Railroad nahm als eine der ersten Straßenbahnen in Boston bereits 1857 ihren Betrieb auf und führte entlang der gesamten Strecke der Dorchester Avenue. Mit der Eröffnung der parallel zur Dorchester Avenue verlaufenden Red Line zu Beginn des 20. Jahrhunderts wechselten die meisten Fahrgäste auf die neue U-Bahn als bevorzugtes Transportmittel, so dass die Gleise der Straßenbahn in den 1950er Jahren entfernt wurden. Auf der Straße verkehren heute im Bereich des öffentlichen Personennahverkehrs ausschließlich Busse der MBTA.

## Klassifizierung
Die ersten nummerierten Straßen in Neuengland waren die ab 1922 eingerichteten New England Interstate Highways. Der damalige New England Interstate Highway 6 und heutige U.S. Highway 3 verlief vermutlich entlang der Dorchester Avenue südlich von South Boston. 
In den 1930er Jahren wurden die "C"-Routen in den Innenstadtbereichen von Boston ausgewiesen. Die Massachusetts Route C37 führte dabei als Verlängerung der Massachusetts Route 37 über den heutigen Morrissey Boulevard und traf an der Old Colony Avenue auf die Dorchester Avenue. Von dort führte sie auf dieser Strecke bis zu ihrem nördlichen Ende an der Congress Street und wandte sich dort in nordwestlicher Richtung zum Stadtzentrum.
In den 1970er Jahren wurden die "C"-Routen außer Dienst gestellt, so dass die Dorchester Avenue heute über keine Nummerierung mehr verfügt.